# Cuando oscurece (película)
Cuando oscurece es una película argentina de 2022 escrita y dirigida por Néstor Mazzini, protagonizada por César Troncoso, Andrea Carballo y Matilde Creimer Chiabrando. Es la segunda parte de la trilogía Autoengaño, iniciada con 36 horas y concluida con La mujer del río.

## Sinopsis
Flor vive con sus padres separados, alternando entre ambos hogares. Pedro, su padre, la invita a un viaje improvisado de vacaciones. Sin embargo, ciertos sucesos la confunden y perturban. El trayecto se vuelve interminable, la comunicación con su madre parece imposible y Flor toma una decisión demasiado arriesgada para su edad.

## Ficha técnica
- Dirección y guion: Néstor Mazzini
- Producción: Paulina Zoboli Casamayor
- Dirección de fotografía: Guillermo Saposnik
- Montaje: Mario Pablo Pavez, Florencia Gómez García
- Música original: Tomás Rodríguez, Mariano Abalo
- Sonido: Sebastián González, Lautaro Zamaro
- Dirección de arte: Luciana Kohn
- Casting y coach de niñes: María Laura Berch
- Vestuario: Soledad Cancela
- Jefe de maquillaje: Dino Balanzino
- Sonido directo: Ignacio Goyen
- Asesor de guion: Pablo Solarz
- Dirección de producción: Magu Schavelzon
- Producción ejecutiva: Florencia Caset, Salvador Ramos
- Colaboración artística: Verónica Elizalde
- Asistente de dirección: Adrián Tagliabue
- Jefa de producción: Agustina Santiago

## Reparto
- César Troncoso
- Andrea Carballo
- Matilde Creimer Chiabrando
- Edgardo Omar Ibañez
- Ramiro Vayo
- Osvaldo Gamba
- Juan Pablo Repetto
- Roxana Ortiz
- Hernán Mazzini

## Reconocimientos
- Mejor Dirección – Festival de Cine de Gramado (Brasil)
- Mejor Dirección – Festival de Cine Iberoamericano de Trieste (Italia)
- Selección oficial – Festival de Cine de La Habana
- Selección oficial – Festival Internacional del Uruguay

## Críticas
- "Mazzini genera climas de claustrofobia, confusión y aturdimiento que vive Pedro, y que lo lleva a cometer actos tan absurdos como temerarios." — Celina Demarchi, La Izquierda Diario
- "Una película introspectiva con un manejo del tiempo que intensifica la tensión hasta un clímax explosivo." — Bruno Calabrese, Solo fui al cine
- "La gran sorpresa es la actuación de Matilde Creimer Chiabrando, quien aporta frescura naturalista a todo el relato." — Diego Brodersen, Página/12
- "La cámara trabaja desde la mirada de la niña y nos sumerge en su desconcierto y miedo sin perder la sobriedad." — Escribiendo Cine
- " Flor es rehén de sus padres, de sus incertidumbres y temores, siendo esta una problemática actual que sufren muchos hijos de padres separados." —  Soledad Colina, Cine freaks